# Tisethor
Tisethor war eine Prinzessin der altägyptischen 5. Dynastie und eine Enkelin von Pharao Djedkare.

## Herkunft und Familie
Tisethor war die einzige bekannte Tochter der Prinzessin Chekeretnebti und somit eine Enkelin von Pharao Djedkare Isesi, dem achten und vorletzten Herrscher der 5. Dynastie. Ihr Vater ist unbekannt. Sie hatte zwei Onkel namens Isesianch und Neserkauhor sowie drei Tanten namens Hedjetnebu, Mereretisesi und Nebtiemneferes.

## Titel
Tisethor trug folgende Titel: Besitzerin der Versorgung durch den Großen Gott und den König, Königsschmuck, geliebter Königsschmuck, geliebter und versorgter Königsschmuck.

## Grabstätte
Tisethor wurde in der Mastaba B auf dem Familienfriedhof von Djedkare in Abusir beigesetzt, die ursprünglich nur für ihre Mutter errichtet worden war. Hierfür wurde nördlich des zentralen Grabschachtes ein weiterer Grabschacht mit Sarkophagkammer für die Bestattung von Tisethor angelegt und in der Grabkapelle ein ursprünglich als Magazin gedachter Raum zu einem weiteren Opferraum umgebaut.
In der nördlichen Sarkophagkammer wurden noch Reste von Tisethors Mumie gefunden. Eine anthropologische Untersuchung ergab ein Sterbealter von 15 oder 16 Jahren.